# Сантиллана, Джорджо де
Джорджо Диас де Сантильяна (30 мая 1902, Рим, Италия — 8 июня 1974[…], Беверли, США) — итало-американский историк науки; профессор кафедры истории и философии науки в Массачусетском технологическом институте (MIT). Соавтор культового исследования по сравнительной мифологии и астроархеологии «Мельница Гамлета» (1969).

## Биография
Родился в Риме в семье известного арабиста Давида Сантилланы (1855—1931) и Эмилии Маджорани (итал. Emilia Maggiorani), активистки движения за женскую эмансипацию и лидера Национального совета итальянских женщин.
Обучался в Римском университете, где закончил физический факультет (1925). Работал на физфаке Миланского университета у Альдо Понтремоли (1926—1927). Под руководством Федериго Энриквеса читал курс истории научной мысли в Римском университете (1929—1932), специализируясь на античной науке.
Переехал в США в апреле 1936 года, получил американское гражданство в 1945 году. Женился третьим браком (март 1948) на Дороти Хэнкок Тилтон (1904—1980), с которой жил до самой смерти в большом доме в Беверли (Массачусетс). С 1954 года преподавал историю и философию науки в Массачусетском технологическом институте в Кембридже (Массачусетс) — вплоть до 1967 года.

## Изучение астрономического содержания мифов
В 1958 году во Франкфурте Сантильяна познакомился с немецким этнологом Гертой фон Дехенд, ученицей Лео Фробениуса, исследовательницей первобытных космогоний. По приглашению Сантильяны, фон Дехенд проводила семинары и курсы в Массачусетском технологическом институте с 1960 по 1969 год. Сотрудничество учёных вылилось в замысел разработать обширную сравнительную реконструкцию мифологических материалов астрономического значения.

### «Истоки научной мысли» (1961)
Вернувшись к теме античности, де Сантильяна опубликовал «Истоки научной мысли» (1961). В прологе книги он наметил главные принципы исследования тесной связи между изучением неба в отдалённом прошлом с «огромным доисторическим материалом мифов и легенд о богах и героях». Согласно автору, мифологические сказания выражали «технический язык ещё неизвестных архаических астрономов» и использовались для передачи последующим поколениям ключей к пониманию небесных движений; и знания, доверенные этим псевдосказкам, настолько глубокие, что свидетельствуют о «высокоразвитых древних цивилизациях».
В последующие годы де Сантильяна упорно продолжал тему изучения астрономического содержания мифологии. На конференции в Турине 29 марта 1963 года по теме «Древняя судьба и современная судьба» — оказавшей сильное влияние на Итало Кальвино, — де Сантильяна выразил твёрдое убеждение, что «так называемые исторические мифы раскрываются с точки зрения астрономических структур». И что, представляя, пусть и загадочно-фантастическим образом, «закономерность космического механизма», древние саги и легенды выражают «видение вселенной как строгого порядка, в котором господствует абсолютная необходимость математической природы».

### «Мельница Гамлета» (1969)
В 1969 году, в соавторстве с Гретой фон Дехенд, Сантильяна выпустил «Мельницу Гамлета» — увлекательную и противоречивую книгу, получившую широкий резонанс и вызвавшую множество критических реакций. В книге исследуется большое количество рассказов астрономического значения, присутствующих в различных цивилизациях и эпохах. «Мельница Гамлета» — о «том гигантском часовом механизме, который образует архаический космос» и который фактически интерпретируется в различных мифологических повествованиях как «мельница, мелющая время». С глубокой древности люди знали явление прецессии равноденствий и умели вычислять «непреодолимое круговое движение времени».

## Публикации
- История научной мысли, том I, Античность (в соавторстве с Ф. Энриквесом, 1932 год) / итал. Storia del pensiero scientifico. Il mondo antico
- Аспекты рационализма XIX века (1941)
- Преступление Галилея (1951; ит. перевод 1960) — об обстоятельствах судебного процесса 1633 года
- Эпоха приключений: философы эпохи Возрождения (1956) — из серии The Mentor Philosophers
- Истоки научной мысли. От Анаксимандра до Прокла (1961)
- Размышления о людях и идеях (1968; ит. пер. 1985)
- Мельница Гамлета. Эссе о мифах и структуре времени (в соавторстве с Гертой фон Дехенд; 1969; ит. перевод 1984; фр. пер. 2012). / англ. Hamlet's Mill: An Essay on Myth and the Frame of Time

В переизданиях называется также «Мельница Гамлета. Эссе об истоках человеческого знания и его передаче через мифы» (Hamlet's Mill: An Essay Investigating the Origins of Human Knowledge And Its Transmission Through Myth).